# Dimorphopalpa
Dimorphopalpa là một chi bướm đêm thuộc phân họ Tortricinae của họ Tortricidae.

## Các loài
- Dimorphopalpa albopunctana Brown, 1999
- Dimorphopalpa striatana Brown, 1999
- Dimorphopalpa striatanoides Brown, 1999
- Dimorphopalpa teutoniana Brown, 1999
- Dimorphopalpa xestochalca (Meyrick, 1926)